# Никшићка нахија
Никшићка нахија је у Старој Црној Гори сврставана у племе Никшићи, да би им Књажевина Црна Гора дала статус нахије.

## Историјски подаци из 1895. године
Границе Ова нахија захвата сјеверни дио Црне Горе, а граничи: са сјевера Херцеговином; са истока Брдском и Морачком нахијом; са југа Брдском и Катунском, а са запада опет Херцеговином.
Племена У овој су нахији племена: Никшићка жупа, Луково, Дробњаци, Ускоци, Језера, Шаранци, Пива, Бањани, Рудине, Голија и Трепча.
Планине У овој су нахији највише планине: Дурмитор, највиша између свију црногорских планина, а заузима велики дио простора између Пиве и Таре. Највиши му је врх Боботов Кук висок 2485 метара; Пирлитор, Сињавина, Јаворје, Голија, Сомина, Његош, Дуга, Војник и Волујак.
Равнице Најглавнија је равница у овој нахији Никшићко и Жупско поље. Висоравни су: Језеро, Горанско, Пивске Планине, Брезна, Црквице, Сињавина и Лукавица.
Воде Кроз ову нахију тече ријека Пива, која постаје од: Тушине, Буковице и Комарнице; Зета, која тече кроз Никшићко поље, понире више, а извире ниже Планинице, а језера су: Црно, Рибље, Зелено, Крупац и Трновско. Пива и Тара се састављају код Шћепан-поља и чине ријеку Дрину, која почиње од наше границе тећи.
Путеви Ова је нахија спојена - од Никшића - колскијем путем с Брдском нахијом; коњаничка пута има и три: један иде преко Грахова, други преко Лукова, Дробњака, Језера, покрај Пирлитора за Тару и трећи уз Дугу за Гацко.
Позната мјеста Главно је мјесто у овој нахији варош Никшић, који се зове и Оногошт. У њему је управа цијеле нахије, окружи суд, варошка управа, црква, основна мушка и женска школа, читаоница, пошта и телеграф. У Горњем никшићком пољу налази се пилара за израђивање дасака а у Доњем - Царев Мост на ријеци Зети посвећен рускоме цару Александру III. Никшић је ослобођен испод Турака 1877. године. У овој су нахији још двије мале варошице: Шавник покрај ријеке Шавника, и Жабљак у Језерима - имају основне школе, пошту и телеграф. Горанско, Црквице и Велимје - имају такође основне школе, а Горанско и Велимје још и телеграф.
У овој су нахији шест манастира: Косијерево, манастир у коме се налазе мошти светога Арсенија; Пивски; Добриловина у Шаранцима, који су градили Немањићи; Бијела и Подмалинско у Дробњацима и Жупски манастир.
Дуга, велики кланац, у коме су се много пута тукли Црнoгорци са Турцима; у њој су биле јаке турске тврђаве. Вучи до у племену Опутне Рудине, најзнатније бојиште у овој нахији, гдје су Турци били страшно потучени 1876. године од црногорске војске, коју је лично предводио и битком управљао књаз Никола I.
Млетичак у Дробњацима, гдје је погинуо Смаил-ага Ченгић 1840. године. Борова Глава близу Млетичка, гдје је био жестоки бој с Турцима.
Поднебље У овој нахији поднебље је врло хладно. Од усјева сије се: пшеница, раж, јечам, елда, кукуруз и дуги. Воћа има само у топлијем крајевима ове нахије. Планине су обрасле разнијем дрвећем, као: бором, јелом, смрчом, буквом, муликом, дубом, цером, јасеном и другијем. У истима може се наћи: међеда, дивљих вепрова, вукова, срна и дивокоза, а од домаћих су на гласу: овце, говеда и коњи.
Становништво Народ се у овој нахији занима особито сточарством и земљорадњом, а понешто и трговином домаће животиње, вуне и дувана. Људи су развијени и здрави, али им није начин живота још уређен како би требало и колико би могли.